# Bleptina ambigua
Bleptina ambigua là một loài bướm đêm trong họ Noctuidae.